# The Pinch Hitter (1917)
The Pinch Hitter is een Amerikaanse filmkomedie uit 1917 onder regie van Victor Schertzinger.

## Verhaal
Bij zijn aankomst op de universiteit wordt Joel Parker behandeld als een sukkeltje. Alleen het meisje van de kantine heeft sympathie voor hem. Joel wordt de mascotte van de honkbalploeg, omdat de trainer gelooft dat zo'n kluns wel geluk moet brengen. Wanneer de finale aanbreekt, zal Joel toch moeten spelen.

## Rolverdeling
| Acteur            | Personage       |
| ----------------- | --------------- |
| Charles Ray       | Joel Parker     |
| Sylvia Breamer    | Abbie Nettleton |
| Joseph J. Dowling | Obediah Parker  |
| Jerome Storm      | Jimmie Slater   |
| Darrell Foss      | Alexis Thompson |
| Louis Durham      | Trainer Nolan   |